# José de Orejón y Aparicio
José de Orejón y Aparicio (Huacho, Perú, 1706?—Lima, 1765) fue un compositor y organista peruano del período barroco americano.

## Biografía
José de Orejón y Aparicio es considerado el principal compositor del barroco peruano. Sus padres fueron Esteban de Orejón y Victoria de Aparicio. Estudió en Lima, primero con Tomás de Torrejón y Velasco, y luego con Roque Ceruti, compositor milanés llevado a Lima por el virrey Manuel de Oms y Santa Pau, y uno de los principales responsables de introducir en el virreinato el estilo musical italiano del Barroco Tardío. También fue organista.
Existen pocos datos sobre la biografía de José de Orejón y Aparicio; se sabe que fue ordenado sacerdote y permaneció casi toda su vida en Lima. Fue el primer músico de origen mestizo que ocupó el codiciado cargo de maestro de capilla de la catedral de Lima. Murió en esa misma ciudad el 7 de mayo de 1765.

## Obras
Sus obras son de evidente influencia napolitana, con un total dominio de la técnica de composición de la época. Entre sus obras más conocidas puede mencionarse el "villancico" ¡Ah del gozo!, con un rico lenguaje armónico y toques de contrapunto. También lo son:
- Cantata ¡Ah, del gozo!
- Aria "Mariposa de sus rayos"
- Recitativo "Ya que el sol misterioso"
- Pasión según San Juan